# Kunstmusik
 Denne artikel bør gennemlæses af en person med fagkendskab for at sikre den faglige korrekthed.

Kunstmusik er musik, der kræver mere af lytteren end popmusik. En mere teknisk definition er ”lærd musik”, ”seriøs musik” eller ”klassisk musik”, der henviser til musikalske traditioner og indebærer avancerede strukturelle og teoretiske overvejelser - og for den vestlige kunstmusiks vedkommende en skriftlig musikalsk tradition. Udtrykket "kunstmusik" bruges som en modsætning til "populær musik" eller popmusik.

## Definition
Kunstmusik anvendes primært om den vestlige klassiske musik. Udtrykket kan dog også henvise til:
- Den klassiske musik fra andre kulturer.
- Nutidig og ”contemporary art” musik, herunder elektronisk musik, eksperimenterende musik og minimalistisk musik, konkret musik etc.
- Jazz, bortset fra meget populære versioner af jazz.

Sondringen mellem populær musik og kunstmusik er blevet noget sløret, især i slutningen af 20. århundrede. For eksempel kom især minimalistisk musik og postmoderne musik tættere på populær musik og afviste dermed det ældre skel. Og omvendt har nogle musikere fra den populære del eksperimenteret og udviklet en særlig interesse i den minimalistiske og postmoderne tilgang, og dermed indarbejdet visse aspekter af kunstmusik i populær musik. Der skal skelnes mellem popmusik (tæppebankermusik) og populær musik (light music).

## Karakteristika
I dette afsnit refereres til de mere tekniske betydninger. Kunstmusik refererer primært til klassiske traditioner (herunder den nutidige såvel som den historiske klassiske musiks former), der fokuserer på formelle stilarter, indbyder til teknisk og detaljeret dekonstruktion og kritik, og kræver fokuseret opmærksomhed fra lytteren. I streng vestlig praksis betragtes kunstmusik primært som en skriftlig musikalsk tradition, som opbevares i en form for nodeskrift/musiknotation, i modsætning til at blive videregivet mundtligt ved at lære musikken udenad eller som optagelser. Det meste af den vestlige kunstmusik er skrevet ned med standardformularerne for musiknotation, hvis udvikling i Europa begyndte før renæssancen og nåede sin modenhed i den romantiske periode.